# Bujaraloz
Bujaraloz è un comune spagnolo di 1 019 abitanti situato nella comunità autonoma dell'Aragona, nella valle del fiume Ebro a 320 metri sul livello del mare. Fa parte della comarca de Los Monegros.
L'edificio più rappresentativo del paese è la chiesa di Santiago del XVI secolo. Sono ancora visibili alcuni tratti della strada romana (I secolo a.C.) che univa Celsa a Lleida.
L'economia è basata sull'allevamento del bestiame, l'agricoltura e il terziario ed è favorita dalla vicinanza alle arterie di grande comunicazione (Carretera nacional n. II che unisce Madrid a Barcellona e Autopista del Ebro AP-2) e sul recente sviluppo della rete di canalizzazione delle acque a beneficio delle colture agricole. Bujaraloz sorge infatti in una zona del territorio aragonese arida e con scarsa vegetazione.
Come in altre località dell'Aragona anche a Bujaraloz sono popolari le tradizionali jotas, composizioni canore folkloristiche accompagnate dalla fisarmonica.